# La novia (película de 1961)
La novia es una película en blanco y negro de Argentina dirigida por Ernesto Arancibia el guion de 
Alexis de Arancibia sobre la canción de Joaquín Prieto que se estrenó el 12 de septiembre de 1961 y que tuvo como protagonistas a Antonio Prieto, Elsa Daniel, Fernanda Mistral e Ignacio Quirós. 

## Sinopsis
Un joven aspirante a cantante y su romance con una muchacha próxima a casarse.

## Reparto
- Antonio Prieto... Miranda
- Elsa Daniel... Marcela
- Fernanda Mistral
- Ignacio Quirós
- Juan Carlos Altavista
- Josefa Goldar
- Iván Grondona
- Vicente Rubino
- Alberto Bello... Padre de Marcela
- Erik Norman
- Luis Alarcón
- Bernard Silva
- Erika Wallner... Susana
- Amarilis Carrié

## Comentarios
La nota firmada como H.F. en Clarín dijo:

”Ernesto Arancibia repite las viejas fórmulas, pero lo hace con un sentido moderno. Como es el caso de (Francisco) Mugica su pretensión…hace que logre con La Novia una película que gustará a rabiar al público femenino.”

Por su parte Manrupe y Portela escriben:

”A partr de un hit de los primerosaños ’60, una versión obvia donde todo conduce al momento culminante en que lla canción es cantada y la chica se va con otro.”